# Рудка (Жабинковский район)
Рудка (бел. Рудка) — деревня в Жабинковском районе Брестской области Беларуси. Входит в состав Хмелевского сельсовета.

## География
Деревня находится в западной части Брестской области, при автодороге Н-150, на расстоянии приблизительно 5 километров (по прямой) к западо-северо-западу от города Жабинка, административного центра района. Абсолютная высота — 144 метра над уровнем моря. Площадь населённого пункта — 0,186 км².

## История
В письменных источниках начинает упоминаться начиная с XVII века.
По состоянию на 1905 год, в Рудке проживало 173 человека. В административном отношении деревня входила в состав Збироговской волости Кобринского уезда Гродненской губернии.
Согласно Рижскому мирному договору (1921), деревня вошла в состав межвоенной Польши, входила в состав гмины Збирохи Брестского повета Полесского воеводства. В 1921 году числилось 75 жителей, проживавших в 17 домах. В этническом составе населения того периода поляки составляли 84 %, белорусы — 16 %. В конфессиональном составе населения преобладали православные христиане (93,3 %), католиков было 6,7 %.
С 1939 года в БССР, с 1940 года в составе Соколовского сельсовета Жабинковского района. В 1949 году был организован колхоз «Борец». C 1954 по 1972 годы являлась частью Сакского сельсовета. В 1972 году включена в состав Хмелевского сельсовета.

## Население
По данным переписи 2019 года, в деревне проживало 75 человек.
| Год  | Население, человек |
| ---- | ------------------ |
| 1858 | 86                 |
| 1897 | ↗ 181              |
| 1905 | ↘ 173              |
| 1921 | ↘ 75               |
| 1940 | ↗ 150              |
| 1959 | ↘ 81               |
| 1970 | ↘ 80               |
| 2005 | ↘ 74               |
| 2009 | ↘ 72               |
| 2019 | ↗ 75               |